# 텐타몬
텐토몬(TENTOMON, テントモン)은 디지몬 시리즈에서 등장하는 가공의 캐릭터(몬스터)다.

## 소개
무당벌레의 모습을 한 디지몬으로, 등의 날개로 하늘을 날아다닐 수 있다. 필살기는 날개로 증폭시킨 정전기를 날리는 쁘띠 썬더다.

## 진화 과정
진화：뽀글몬→모티몬→텐토몬→카부테리몬→아틀라카부테리몬→헤라클레스카부테리몬
- 버브몬 필살기: 거품
- 모티몬 필살기: 거품
- 텐타몬 필살기: 쁘띠 썬더
- 카부테리몬 필살기: 메가 블래스터
- 아틀라카부테리몬 필살기: 호른 버스터
- 헤라클레스카부테리몬 필살기: 기가 블래스터

## 에피소드

### 디지몬 어드벤처·파워 디지몬
성우: 사쿠라이 타카히로 / 홍시호, 정명준(우리들의 워 게임!). 최정호(크로스워즈, 라스트 에볼루션 인연), 손수호(:) / 제프 니모이
한솔이의 친구 디지몬으로 너무 타인을 생각하는 한솔이를 위해서 좋은 충고를 해준다.
사교적이며 친해지기 쉬운 성격으로 사람과 잘 엮이지 못하는 한솔과는 정반대.
디지몬에 대해서 잘 알고 있어서 그런지 자주 해설역할을 한다. 사투리를 쓴다.

## 같이 보기
- 디지몬 어드벤쳐
- 디지몬 어드벤처 02